# Like Glue
Like Glue è un brano musicale del cantante giamaicano Sean Paul, estratta come singolo dal suo secondo album Dutty Rock.
Nella sua versione su singolo il brano ha due parole censurate, entrambe facenti riferimento all'uso di cannabis: "Trees" (alberi) nel verso del refrain "Need a lot of trees up in my head" [ho bisogno di molti alberi nella mia testa] e "chronic" – termine slang che indica cannabis molto forte oppure un mix di cannabis e cocaina – nel verso della seconda strofa "After a chronic, we take a drag" (più o meno: dopo una canna di chronic ne fumiamo un'altra).

## Tracce
12" Maxi
1. Like Glue (Video Version)  4:14
2. Like Glue (Instrumental)  4:01
3. Sean Paul feat. Fatman Scoop And Crooklyn Clan - Get Busy (Street Club Long Version)  4:18

12" Maxi
1. Like Glue (Video Version)  4:14
2. Like Glue (Instrumental)  4:01
3. Ignite It 3:18
4. Ignite It (Instrumental)  3:18

## Andamento del singolo in Italia
| Posizione | 9 | 13 | 11 | 12 | 16 | 18 | 15 | 11 | 14 | 17 | 16 | 16 | 10 | 12 | 13 |

## Classifiche internazionali
| Paese             | Posizione raggiunta |
| ----------------- | ------------------- |
| Billboard Hot 100 | 13                  |
| UK                | 3                   |
| Giappone          | 47                  |
| Germania          | 20                  |
| Svizzera          | 6                   |
| Austria           | 17                  |
| Francia           | 31                  |
| Paesi Bassi       | 17                  |
| Belgio            | 21                  |
| Svezia            | 13                  |
| Finlandia         | 17                  |
| Italia            | 9                   |
| Australia         | 20                  |
| Nuova Zelanda     | 18                  |